# 平澤智之
平澤 智之（ひらさわ ともゆき、1977年9月19日 - ）は、日本の舞台俳優。埼玉県出身。演劇ユニット キングスメン所属。

## 来歴・人物
城北埼玉高等学校卒業。早稲田大学人間科学部卒業。大学卒業後、一般企業に就職するが退社し、演出家出口典雄が主宰する劇団シェイクスピア・シアターに2002年に入団。2011年に劇団を退団し、演劇カルチャースクール 平澤シェイクスピアアカデミーを主宰した。退団後は俳優活動を休止していたが、2023年にシェイクスピア上演劇団 演劇ユニットキングスメンを俳優の高村絵里と共に立ち上げ、俳優業に復帰した。

## エピソード
•　学生時代は教員になりたいと思っていた。大学卒業後、一般企業に就職後に、劇団シェイクスピアシアターの芝居を観て、「ただ淡々と台詞を言っているだけの感覚がかえって新鮮」と感銘を受けて、入団を決めた。
•　最初の結婚相手は、当時劇団シェイクスピア・シアターの研究生だった声優の甲斐田裕子。2006年に結婚、2010年に離婚。
•　2017年に一般女性と再婚するが、2020年に離婚している。
•　2011年の劇団退団から2023年まで舞台俳優の仕事はしていない。2023年5月に劇団シェイクスピアシアターの稽古を見学に行き、後に共同で演劇ユニットキングスメンを立ち上げる俳優・高村絵里の演技を見て、「自分と感性が同じ役者と芝居ができる」と感じ、俳優を再開することを決める。同年9月には劇団シェイクスピア・シアターの公演『夏の夜の夢』で、当日体調不良となった俳優の代役で急遽ボトム役を演じ、この公演が俳優復帰の第一作となった。奇しくもこの公演にタイテーニア役で出演していた高村絵里とは初共演となる。同劇団の現代表の高山健太は、劇団員時代の後輩である。

## 出演
舞台
2025年7月 演劇ユニットキングスメン『あの夏の夜の夢』[1]@吉祥寺曼荼羅　オーベロン役/ディミートリアス役/ハーミア役/シーシュース役/ボトム役
2025年2月 演劇ユニットキングスメン『ロミオとジュリエット』リーディング @cafe楽　ロミオ役/乳母役/キャピュレット役
2025年2月 演劇ユニットキングスメン『ロミオとジュリエット』@新宿演劇祭　ロミオ役/乳母役/キャピュレット役
2024年12月～2025年1月 演劇ユニットキングスメン『ロミオとジュリエット』@彩の国さいたま芸術劇場/座・高円寺２/せんがわ劇場　ロミオ役/乳母役/大公役/サムソン役
2024年9月 演劇ユニットキングスメン『るつぼ』@座・高円寺２/せんがわ劇場　ジョン・プロクター役
2024年8月 演劇ユニットキングスメン『マリアの首』@旧国立駅舎　第四の男役/医者役
2024年8月 演劇ユニットキングスメン『父と暮せば』@旧国立駅舎　竹造役
2024年5月 演劇ユニットキングスメン『マクベス』@座・高円寺２　マクベス役
2023年9月 劇団シェイクスピア・シアター『夏の夜の夢』@早稲田大学演劇博物館野外劇場　ボトム役
2010年10月 劇団シェイクスピア・シアター『王子と乞食』@紀伊國屋ホール　ヘイトン役
2010年10月 劇団シェイクスピア・シアター『お気に召すまま』@紀伊國屋ホール　オーランドー役
2009年10月 劇団シェイクスピア・シアター『ハムレット』@紀伊國屋ホール　ハムレット役
2009年5月 劇団シェイクスピア・シアター『じゃじゃ馬ならし』@あうるすぽっと　ベネディック役
2009年5月 劇団シェイクスピア・シアター『じゃじゃ馬ならし』@あうるすぽっと　ペトルーチオ役
2009年5月 劇団シェイクスピア・シアター『夏の夜の夢』@あうるすぽっと　オーベロン/シーシュース役
2009年5月 劇団シェイクスピア・シアター『間違いの喜劇』@俳優座劇場　アンティフォラス役
2008年11月 劇団シェイクスピア・シアター『マクベス』@俳優座劇場　マクベス役
2008年5月 劇団シェイクスピア・シアター『ヴェニスの商人』@俳優座劇場　バッサーニオ役
2007年11月 劇団シェイクスピア・シアター『ペリクリーズ』@俳優座劇場 ペリクリーズ役
2007年11月 劇団シェイクスピア・シアター『冬物語』@俳優座劇場 リオンティーズ役
2007年6月 劇団シェイクスピア・シアター『ヴェローナの二紳士』@俳優座劇場 ヴァレンタイン役
2007年6月 劇団シェイクスピア・シアター 夏目漱石『こころ』@俳優座劇場 「私」役
2006年9月 劇団シェイクスピア・シアター『十二夜』@俳優座劇場 マルヴォーリオ役
2006年9月 劇団シェイクスピア・シアター『ハムレット』@俳優座劇場 ハムレット役
2006年6月 劇団シェイクスピア・シアター『から騒ぎ』@俳優座劇場 ベネディック役
2006年6月 劇団シェイクスピア・シアター『マクベス』@俳優座劇場 マクベス役
2005年9月 劇団シェイクスピア・シアター『シェイクスピア・リハーサル』@俳優座劇場 劇団員役
2005年9月 劇団シェイクスピア・シアター『十二夜』@俳優座劇場 マルヴォーリオ役
2005年5月 劇団シェイクスピア・シアター『間違いの喜劇』@俳優座劇場 アンティフォラス役
2005年5月 劇団シェイクスピア・シアター『冬物語』@俳優座劇場 リオンティーズ役
2004年9月 劇団シェイクスピア・シアター『恋の骨折り損』@俳優座劇場 ビローン役
2004年9月 劇団シェイクスピア・シアター『から騒ぎ』@俳優座劇場 ペトルーチオ役
2004年6月 劇団シェイクスピア・シアター『ヴェローナの二紳士』@俳優座劇場 バレンタイン役
2004年6月 劇団シェイクスピア・シアター『エビスくん』@俳優座劇場 級長役
2003年11月 劇団シェイクスピア・シアター『マクベス』@俳優座劇場 バンクォー役
2002年2月 劇団シェイクスピア・シアター『ハムレット』@東京グローブ座 レアティーズ役